# Galeus nipponensis
Galeus nipponensis és una espècie de peix de la família dels esciliorrínids i de l'ordre dels carcariniformes.

## Morfologia
- Els mascles poden assolir 70 cm de longitud total.[1][2]

## Hàbitat
És un peix marí i d'aigües profundes.

## Distribució geogràfica
Es troba a la Xina i el Japó.